# Endoxyla munkii
Endoxyla munkii är en svampart som tillhör divisionen sporsäcksvampar, och som beskrevs av Wendy A. Untereiner. Endoxyla munkii ingår i släktet Endoxyla, och familjen Boliniaceae. Arten är reproducerande i Sverige.